# Popular Mechanics
Popular Mechanics ist ein US-amerikanisches populärwissenschaftliches Magazin für Wissenschaft und Technologie. 

## Geschichte
Das Magazin wurde am 11. Januar 1902 von Henry H. Windsor erstveröffentlicht. Seit 1958 gehört es zur Hearst Corporation. Es gibt neun verschiedene internationale Ausgaben, darunter eine lateinamerikanische Version, die seit Jahrzehnten verlegt wird, und eine neuere südafrikanische Ausgabe. Von 1955 bis 1962 gab es eine deutsche Ausgabe.
Popular Mechanics bietet regelmäßig Artikel in den Rubriken: Automobil, Heim, Outdoor, Wissenschaft und Technologie. Der Late-Night-Talkmaster und Auto-Fan Jay Leno schreibt regelmäßig die Kolumne „Jay Leno’s Garage“.
Zu den Hauptkonkurrenten von Popular Mechanics gehören Popular Science, Wired und Men’s Journal.
Popular Mechanics ist eine Tochtergesellschaft der Hearst Corporation, die auch einen Geschäftsanteil an dem History Channel hält.